# Лютри
Лютри (Lutry) — пригород Лозанны. Расположен на Швейцарской ривьере, в кантоне Во района Лаво-Орон. Население составляет 9,5 тыс. жителей (2013). Известен с 908 года. Основные достопримечательности: замок XV—XVI вв., церковь Сен-Мартен XIII—XVI вв. В окрестностях находятся террасные виноградники Лаво.

## География
Расположенный на северном берегу Женевского озера, город Лютри является частью региона Лаво. Расположен примерно в 5 км от центра Лозанны, он является частью её агломерации. Пригород пересекает река Лутрив, впадающая в озеро.

## История

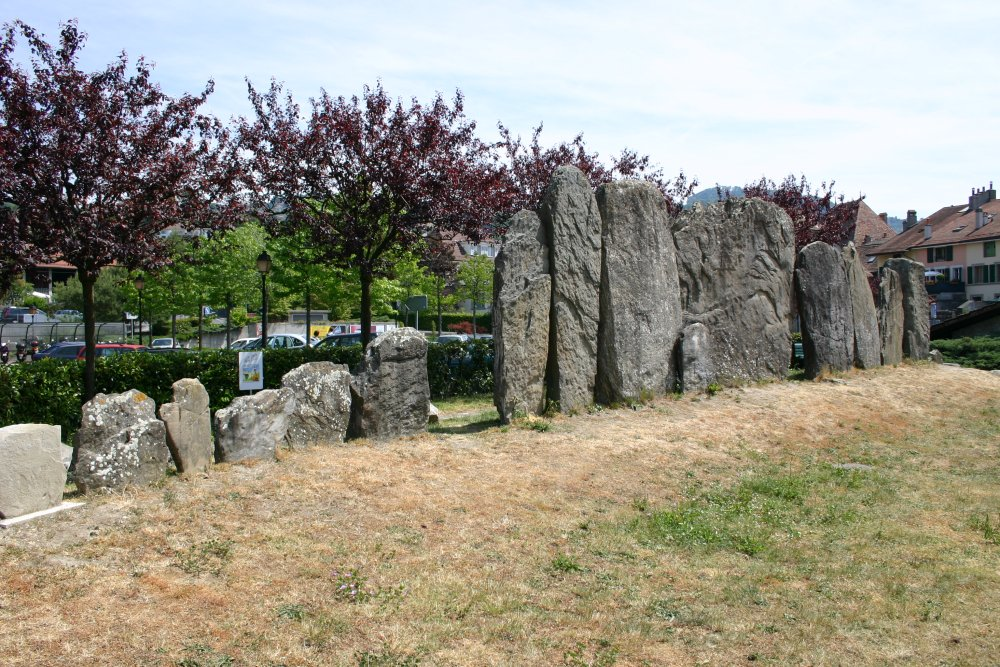
Неолитические менгиры в Лютри

Первые следы жизни человека в районе Лютри относят к периоду неолита (4500 до 4000 до н. э.). Имеется неолитическое сооружение из 24 менгиров, из которых 18 все ещё имеют вертикальное положение. Они были обнаружены в 1984 году во время строительства парковки.
В античный период здесь был построен римский военный лагерь и рыбацкий поселок Lustriacum.
В XI веке монахи бенедиктинцы поселились в Лютри и возвели тут монастырь.
Позже, в XIII веке, была возведена стена и две башни. Одна из них уничтожена в 1708 году, другая сохранилась до наших дней.
В 1536 году, во время Реформации, монастырь был разрушен. Замок также преобразован в его нынешнюю форму.
В 1824 году две деревни Лютри и Савиньи были разделены на два разных муниципалитета. В 1836 году построен старый порт. В 1854 году владелец замка Лютри (Just Charles Antoine de Crousaz) передал замок городу.
В 1948 году был построен пляж Куртино на Женевском озере. После 1950 года деревня значительно выросла с увеличением числа жителей, с 3500 в 1960 году до 5860 в 1980 году. В 1998 году был построен новый порт для удовлетворения растущих потребностей.